# Pandolphe de Malatesta
Pandolphe de Malatesta (Pandolfo Malatesta) (né à  Rimini et  mort en 1441  à Ferrare) est un évêque italien du XVe siècle, qui fut notamment évêque de Brescia et de Coutances. Il appartient à une famille importante de Rimini, et est le fils de Charles, plénipotentiaire de Grégoire XII au concile de Constance.

## Biographie
Pandolphe est chanoine et archidiacre de Bologne et référendaire apostolique. Il est présent au concile de Constance . En 1416-1418 il est administrateur du diocèse de Brescia et en 1418 il est nommé évêque de Coutances. Le nouveau évêque prête serment au roi anglais  Henri V, qui occupe alors la Normandie. Ses diocésains regrettent ce serment et manifestent leur mécontentement à Pandolphe, qui quitte Coutances et fait gouverner le diocèse par des grands-vicaires. Pandolphe est transféré à Patras en  1424, mais se trouve plus tard à Rimini, d'où il est chassé avec sa famille par Clément VIII.